# 馬達蛋白
马达蛋白是一类分子马达，它们可以沿着合适底物的表面进行移动。马达蛋白是利用ATP水解所产生的化学能量转化为自身的运动。
马达蛋白是细胞内物质运输颗粒和囊泡的载体。马达蛋白分为两大类：微管马达蛋白和肌球蛋白。微管马达蛋白包括驱动蛋白（英語：Kinesin）与动力蛋白（英語：Dynein）两个家族；肌球蛋白又称微丝马达蛋白。这三类马达蛋白都是以细胞骨架为路径来运输物质，其中肌球蛋白在微丝运输物质，而微管马达蛋白则在微管上运输物质。